# Great Washbourne
Great Washbourne – wieś w Anglii, w hrabstwie Gloucestershire, w dystrykcie Tewkesbury, w civil parish Dumbleton. Leży 9,2 km od miasta Tewkesbury, 21,9 km od miasta Gloucester i 144,6 km od Londynu. W 1931 roku civil parish liczyła 65 mieszkańców. Great Washbourne jest wspomniana w Domesday Book (1086) jako Waseburne.